# Pardo (casta)

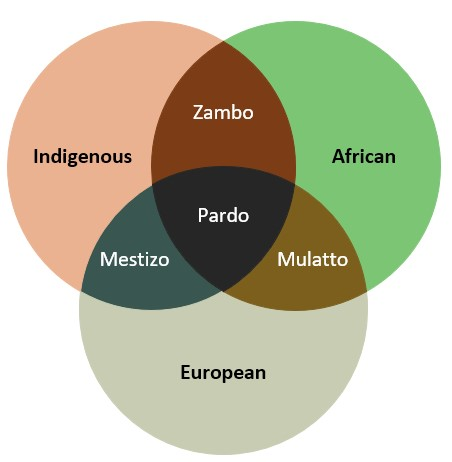
"Pardo" y terminología relacionada en un diagrama de Venn.

Pardo, que se refiere, dado el mestizaje en América, a los descendientes de esclavos africanos que se mezclaron con europeos e indígenas para formar una gente que no era ni mestiza ni mulata.
Desde el siglo XVII se utilizaba para identificar un color de piel, que no necesariamente era oscuro. Los rasgos físicos de pardos variaban entre sí, pudiendo tener piel castaña oscura o casi blanca, o un color intermedio. El pelo podía ser rizado, liso o de cualquier otra textura, y de cualquier color.

## Pardos en Brasil

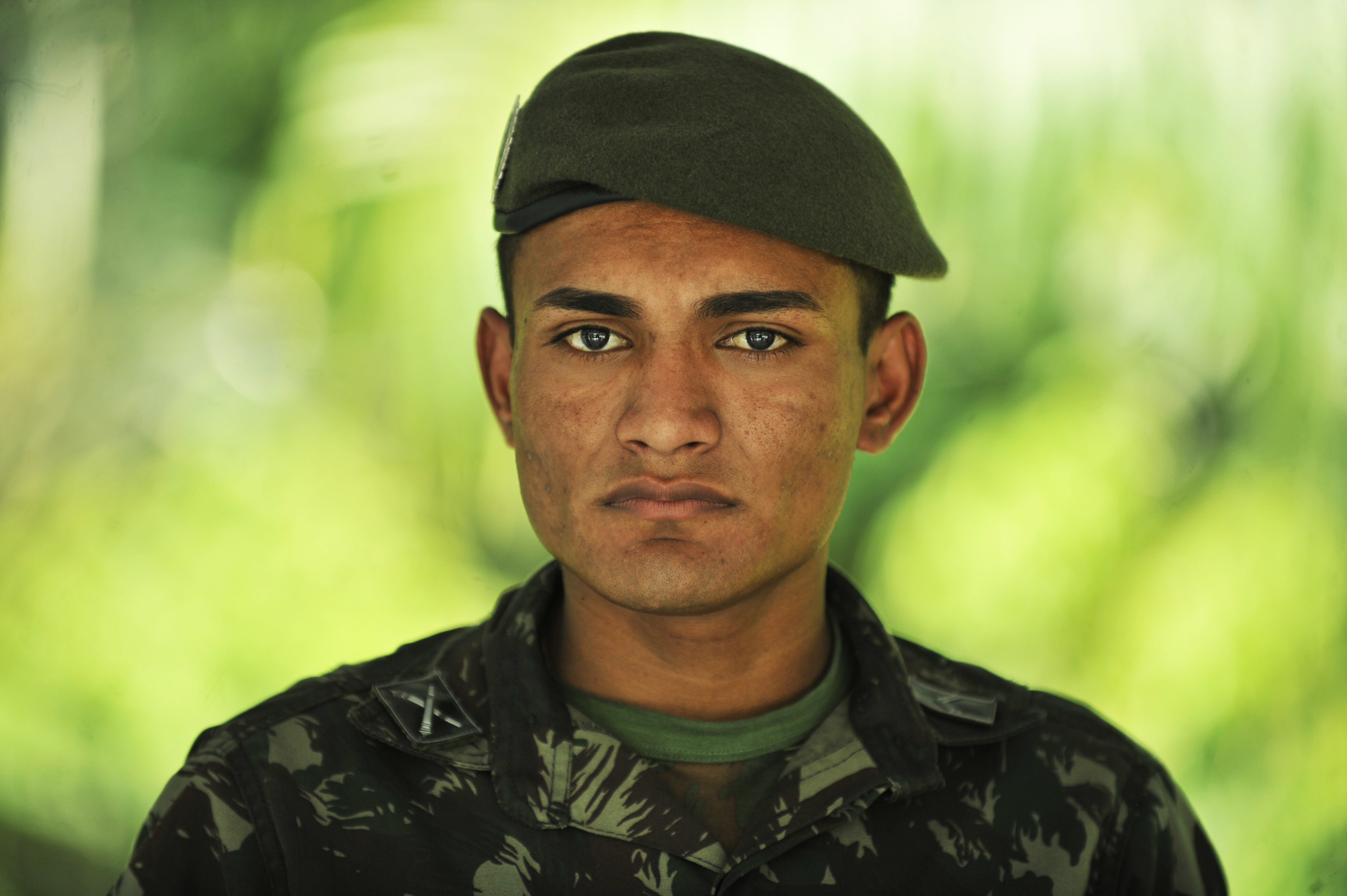
Miembro de las Fuerzas Armadas de Brasil.

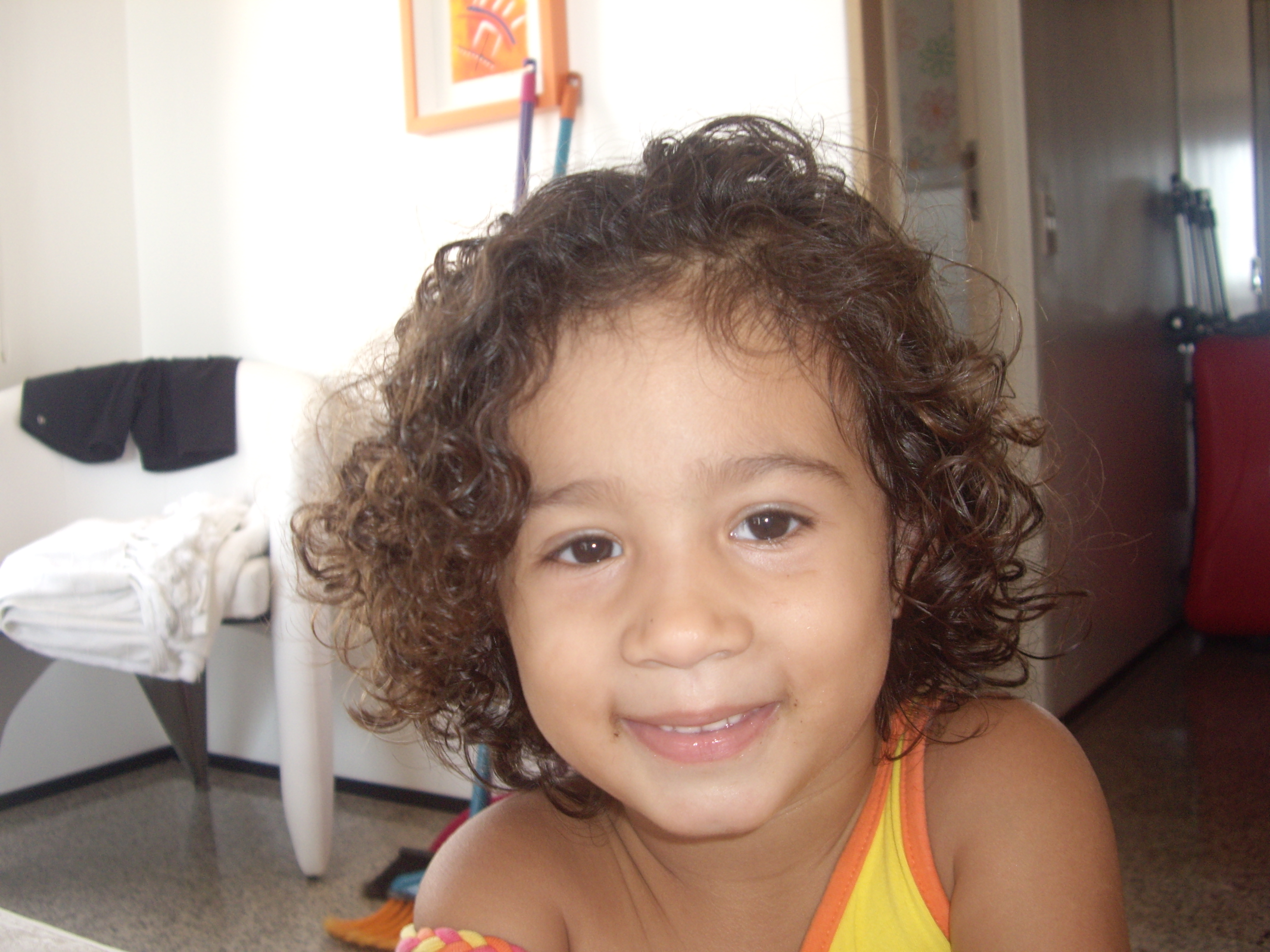
Niña parda en Brasil.

En Brasil la palabra “pardo” ha tenido un significado genérico, desde el comienzo de la colonización. En la famosa carta de Pêro Vaz de Caminha, por ejemplo, los indígenas fueron llamados “pardos”: “Pardos, desnudos, sin cosa alguna que les cubriese sus vergüenzas”.
Una lectura de los testamentos del período colonial aún lo prueba. Diogo de Vasconcelos, conocido historiador de Minas Gerais habla, por ejemplo del caso de Andresa de Castilhos, según información obtenida en un testamento del siglo XVIII: “Declaro que Andresa de Castilhos, mujer parda […] es forra […] descendiente del gentío de la tierra […] Declaro que la dicha Andresa de Castilhos es hija de un hombre blanco y mujer indígena”.
La historiadora Maria Leônia Chaves de Resende también explica que la palabra pardo fue empleada para monear a personas con mezcla indígena o mismo personas indígenas: un Manoel, hijo natural de Ana Carijó, fue bautizado como “pardo”; en Campanha varios indígenas fueron clasificados como “pardos”; los indígenas João Ferreira, Joana Rodrigues y Andreza Pedrosa, por ejemplo, fueron clasificados como “pardos forros”; un Damaso se llamó “pardo forro” del “gentío de la tierra”; etc. Según Maria Leônia Chaves de Resende, el crecimiento de la población parda en Brasil incluye los descendientes de indígenas y no solamente de africanos: “El crecimiento de los «pardos» en la población en el final del siglo XVIII y comienzo del siglo XIX no tenía que ver solamente con los descendientes de africanos, sino también con los descendientes de indígenas, en particular los carijós y bastardos, inclusos en la condición de «pardos»”.
Hoy en día, en Brasil "pardo" es una categoría de clasificación de población utilizada por el Instituto Brasileño de Geografía y Estadística (IBGE) en los censos. La palabra en portugués significa ‘marrón’ o ‘gris-marrón’, pero se utiliza para designar a una persona “multinacional” o mestiza. Las demás categorías son branco, negro, amarelo e indígena.

## Pardos en Estados Unidos
Melungeon  es un término aplicado tradicionalmente a uno de varios grupos de "tri-raciales aislados", (el término tri-racial en Latinoamérica es llamado pardo aunque sus rasgos son algo diferentes) del sudeste de Estados Unidos, principalmente en el área del Desfiladero de Cumberland de los Apalaches centrales, que incluyen partes del este de Tennessee, suroeste de Virginia y el este de Kentucky. Tri-racial describe a las poblaciones que parecen ser mezcla de europeos, africanos subsaharianos y de ascendencia amerindia. Aunque no existe un consenso sobre cuántos de esos grupos existen, las estimaciones oscilan hasta 200.

## Pardos en el Ejército

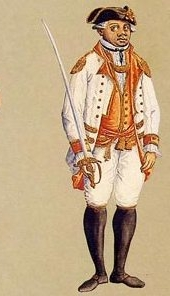
Imagen de soldado colonial brasileño.

El papel de los "pardos" y "morenos" en el ejército colonial español preocupaba a los funcionarios civiles y militares españoles. Sin embargo, la creciente necesidad de defender el imperio, especialmente después de la Guerra de los Siete Años que terminó en 1763, excluyó, hasta cierto punto, sus preocupaciones sobre si se podía confiar en los antiguos esclavos africanos en vista de las deficiencias morales que los europeos creían que tenían. Durante la reorganización militar de finales de la década de 1760 bajo Juan de Villalba, y la implementación del plan borbónico para la defensa del imperio, la milicia se amplió para incluir unidades compuestas por negros libres. A ellos se les concedió el fuero militar, un conjunto de privilegios militares, que entre otras disposiciones incluían el derecho a portar armas, seleccionar los colores de la unidad y usar uniformes.
Poco después de esto, los pardos fueron alistados en unidades regulares a pesar del temor de los comandantes coloniales de que sus vicios se transmitieran a los soldados españoles en las mismas unidades. Sin embargo, la admisión de castas de color en la milicia recién reformada abrió otra puerta para la aceptación social de los negros dentro del imperio.